# راكيل كاسترو
راكيل كاسترو (بالإنجليزية: Raquel Castro)‏ هي مغنية مؤلفة وملحنة وممثلة أمريكية، ولدت في 17 نوفمبر 1994 بنيويورك في الولايات المتحدة.

## أعمال

### أفلام
- (2009) نخبة بروكلين[5]

## وصلات خارجية
- راكيل كاسترو على موقع IMDb (الإنجليزية)
- راكيل كاسترو على موقع روتن توميتوز (الإنجليزية)
- راكيل كاسترو على موقع ألو سيني (الفرنسية)
- راكيل كاسترو على موقع ميوزك برينز (الإنجليزية)
- راكيل كاسترو على موقع أول موفي (الإنجليزية)
- راكيل كاسترو على موقع قاعدة بيانات الأفلام السويدية (السويدية)
- راكيل كاسترو على موقع أول ميوزيك (الإنجليزية)
- راكيل كاسترو على موقع ديسكوغز (الإنجليزية)
- راكيل كاسترو على موقع قاعدة بيانات الفيلم (الإنجليزية)
- راكيل كاسترو على موقع كينوبويسك (الروسية)